# L’Âme Immortelle
L’Âme Immortelle (französisch für ‚die unsterbliche Seele‘) ist ein österreichisches Duo, das aus Thomas Rainer und Sonja Kraushofer besteht. Gegründet wurde die Band 1996 von Thomas Rainer und Hannes Medwenitsch, der die Band 2002 aus „gesundheitlichen Gründen“ verlassen hatte. Die Band konnte einige Chart-Erfolge verbuchen.

## Bandgeschichte

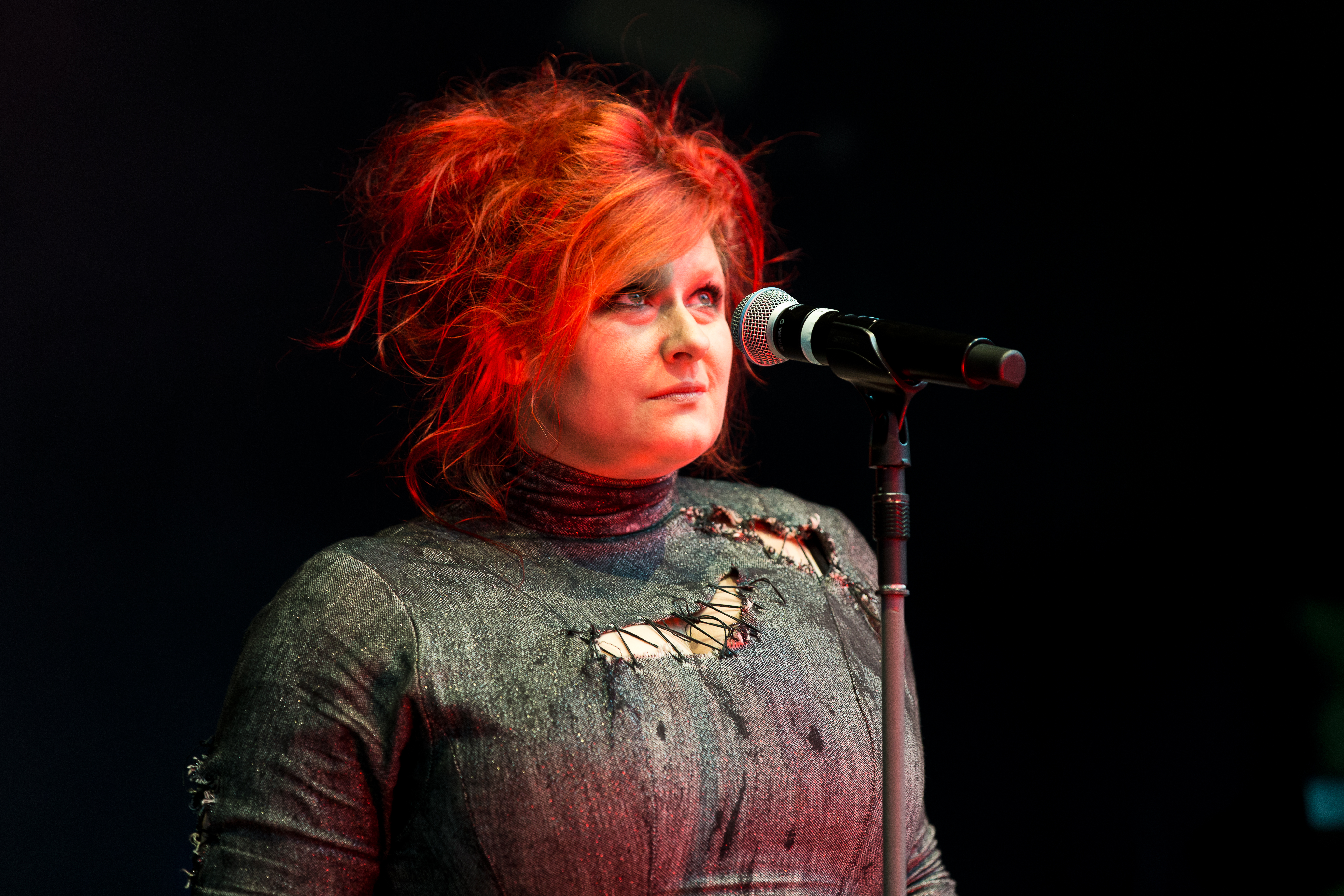
Sonja Kraushofer auf dem Nocturnal Culture Night Festival (2016)

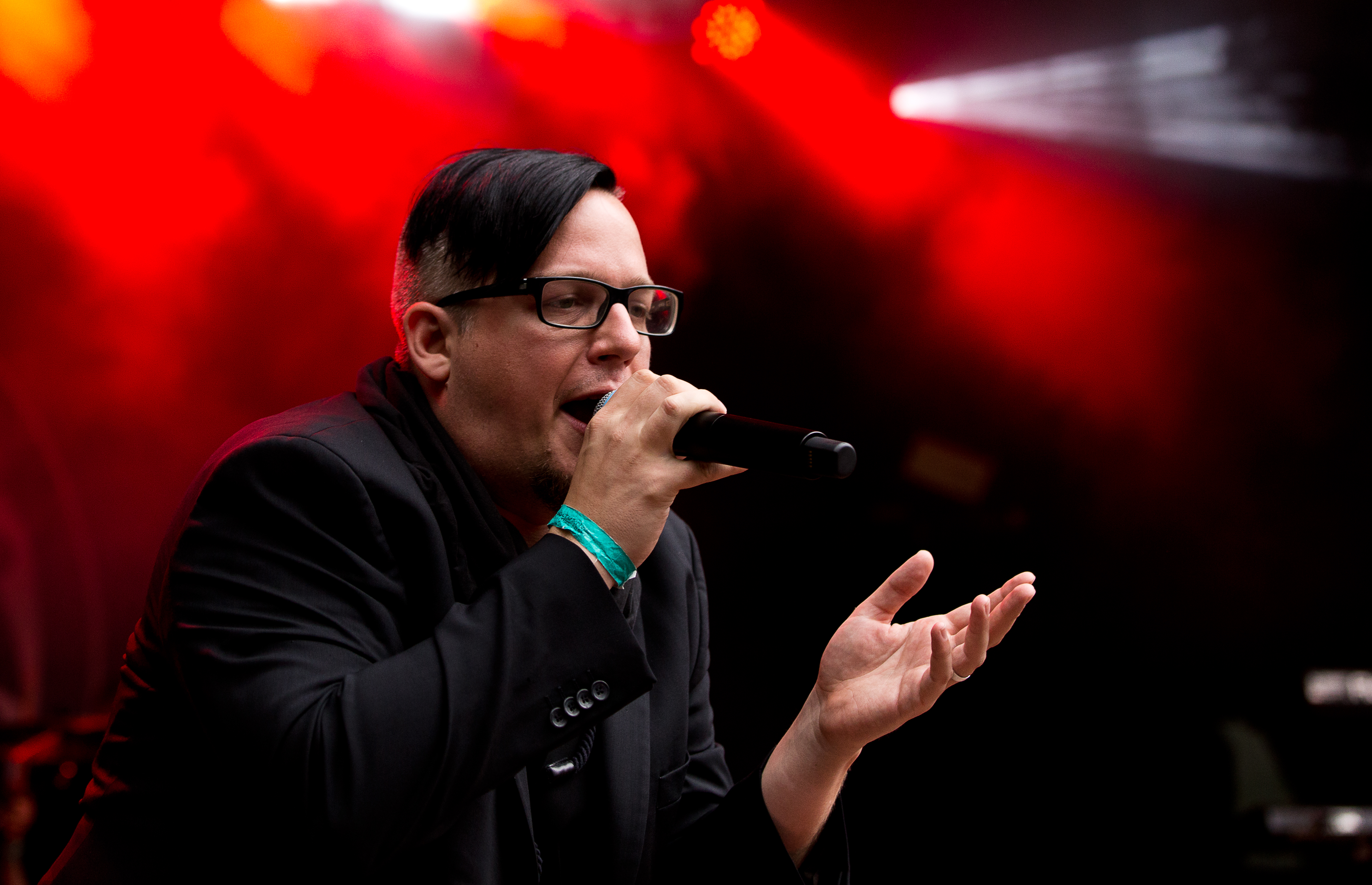
Thomas Rainer auf dem Nocturnal Culture Night Festival (2016)

Die Wurzeln von L’Âme Immortelle liegen im Metal-Bereich. So spielte Thomas Rainer ab etwa 1994 Bass in einer Black-Metal-Band und übernahm dort zeitweise den Gesang. Nachdem die Band um einen Keyboarder erweitert wurde, entwickelte Rainer ein Interesse an elektronischer Musik.
Nach der Gründung von L’Âme Immortelle im Jahr 1996 wurden die Titel Final Oath und Life Will Never Be the Same Again produziert, woraufhin sich Rainer und Medwenitsch auf die Suche nach einer Sängerin begaben. Sonja Kraushofer, die Tanz, Gesang und Schauspiel studiert hatte und diplomierte Musicaldarstellerin ist, beendete diese Suche, woraufhin das Trio komplett war. 1997 produzierten sie ihr Demotape Lieder die wie Wunden bluten und bewarben sich bei dem Liechtensteiner Label M.O.S. Records Ltd., das sie unter Vertrag nahm. Das Debütalbum Lieder die wie Wunden bluten wurde noch im selben Jahr veröffentlicht.
Ein Jahr später wurde das zweite Album In einer Zukunft aus Tränen und Stahl veröffentlicht, das die erste Chartplatzierung in den deutschen Alternative-Charts schaffte. 1999 tourten L’Âme Immortelle als Support der Band Christian Death durch Europa. Der Vertrag mit M.O.S. Records Ltd. wurde nicht verlängert und so wechselte die Gruppe zum Label Trisol Music Group.
Das dritte Album Wenn der letzte Schatten fällt wurde veröffentlicht und seitdem sind L’âme Immortelle auch außerhalb Deutschlands ein Begriff. Ihre erste Headlinertour fand 2000 statt. 2001 erhielten L’Âme Immortelle ihren ersten Erfolg in den deutschen Albumcharts, das Album Dann habe ich umsonst gelebt stieg auf Platz 48 ein. Aus gesundheitlichem Grund verließ das Gründungsmitglied Hannes Medwenitsch ein Jahr später die Band. Von nun an wurden sie an der Gitarre von Ashley Dayour, auch bekannt von der Band Whispers in the Shadow, unterstützt.
Ihr nächstes Album Als die Liebe starb wurde ebenfalls unerwartet zu einem Charterfolg (Höchstposition: Platz 38 in Deutschland). Im Frühjahr 2003 tourten L’Âme Immortelle mit ASP und Unheilig durch weite Teile Deutschlands. Die DVD Disharmony erreichte Platz neun in den Deutschen DVD-Charts.
Im Jahr 2004 wechselte die Band zum Label Supersonic Records, einem Tochterunternehmen von Sony BMG Music Entertainment. Gemeinsam mit Oomph! wurde die Single Brennende Liebe veröffentlicht. Kurze Zeit später wurden das Stück 5 Jahre und das zugehörige Album Gezeiten veröffentlicht, die Chartplatzierungen in Deutschland erreichten.
2006 folgte mit Auf deinen Schwingen ein weiteres Studioalbum, das wesentlich mehr Pop-Elemente beinhaltete als seine Vorgänger. Noch im selben Jahr kündigte L’âme Immortelle für 2007 zum zehnten Jubiläum ihr Best-of-Album 10 Jahre an, das auch neue Tracks beinhaltete.
Am 25. Januar 2008 veröffentlichte L’Âme Immortelle ihr neuntes Studioalbum, Namenlos. Dazu wechselte die Band zurück zu ihrem alten Label Trisol Music Group, wie im Dezember 2007 bekannt gegeben wurde. Das Album erschien als Doppelalbum, dessen zweite CD Cover-Versionen anderer Bands, unter anderem von Whispers in the Shadow, Spiritual Front und Steinkind, enthält. Am 25. Juli 2008 erschien das Remix-Album Durch fremde Hand, das Remixes und Cover-Versionen befreundeter Bands aller Songs von Namenlos enthält, in derselben Reihenfolge abgespielt.
Anschließend blieb es lange ruhig um die Band. Es zirkulierten immer mehr Gerüchte, dass sie sich aufgelöst hätten. Ende Januar 2012 meldete sich das Duo mit dem Album Momente zurück. Es wurde am 27. Januar 2012 veröffentlicht und enthält elf Titel. Mit Fragmente (Veröffentlichung: 27. April 2012) präsentierten Thomas und Sonja das offizielle Schwesteralbum zu Momente. Dieses enthält Neuinterpretationen von zehn Tracks aus Momente.
Nach 2012 gab es unter anderem die Veröffentlichung der Alben "Drahtseilakt" (2014), Hinter dem Horizont (2018) sowie In tiefem Fall (2022). Die Band absolvierte in diesem Zeitraum auch einige Live-Auftritte, vor allem auf Festivals wie dem Wave-Gotik-Treffen und zuletzt beim M'era Luna 2023.
Am 5. Januar 2024 erschien das Album Ungelebte Leben.

## Stil

### Musik
Das Debüt Lieder die wie Wunden bluten weist noch deutliche Spuren aus Rainers Black-Metal-Vergangenheit auf. Sein elektronisch verzerrter Gesang wird guttural eingesetzt, während die an Popmusik orientierte Stimme Kraushofers den sanften Gegenpart bildet. Die auf einfachen Grundmustern basierenden Tracks werden oft durch technoide Rhythmen und klassik-inspirierte Komponenten untermalt. Dieser Stil wurde bis zum Album Dann habe ich umsonst gelebt ausgeweitet und vereinzelt um Future-Pop- und Drum-and-Bass-Elemente erweitert (bspw. bei dem Titel „Innocent Guilt“). Auf dem zweiten Album … in einer Zukunft aus Tränen und Stahl findet sich erstmals vermehrt unverzerrter Männergesang.
Obgleich die Musik der Band deutlich elektronisch geprägt war, taten sich viele Journalisten schwer mit einer stilistischen Kategorisierung. Auf die Frage, ob sich L’Âme Immortelle als Gothic-Band verstünden, antwortete Rainer:

„Das ist eine gute Frage. Es ist schwer, sich in irgendeine Schublade stecken zu lassen. Für mich persönlich ist »Gothic« eher Gothic Rock. Das ist zumindest meine Definition.“

2002 erfolgte mit Als die Liebe starb ein Wechsel zu elektronischer Popmusik und konventionellem, teils deutschsprachigen Alternative Rock mit Einflüssen der Neuen Deutschen Härte. Diesem Stil bleibt die Band – mit wenigen Ausnahmen – bis heute treu.

### Texte
Die Songs von L’Âme Immortelle sind auf Deutsch und teilweise Englisch verfasst. Sie weisen meist melancholische Liedtexte auf und handeln häufig von starkem Liebeskummer.

## Nebenprojekte
- Sonja Kraushofer: Persephone, Coma Divine
- Thomas Rainer: Siechtum, Nachtmahr
- Hannes Medwenitsch: Nature Destroyed

## Diskografie

### Alben
| Jahr | Titel                                   | Höchstplatzierung, Gesamtwochen, AuszeichnungChartplatzierungen (Jahr, Titel, Platzierungen, Wochen, Auszeichnungen, Anmerkungen) | Höchstplatzierung, Gesamtwochen, AuszeichnungChartplatzierungen (Jahr, Titel, Platzierungen, Wochen, Auszeichnungen, Anmerkungen) | Höchstplatzierung, Gesamtwochen, AuszeichnungChartplatzierungen (Jahr, Titel, Platzierungen, Wochen, Auszeichnungen, Anmerkungen) | Anmerkungen                             |
| Jahr | Titel                                   | DE | AT | CH | Anmerkungen                             |
| ---- | --------------------------------------- | --- | --- | --- | --------------------------------------- |
| 1997 | Lieder die wie Wunden bluten            | — | — | — | Erstveröffentlichung: 1997              |
| 1998 | In einer Zukunft aus Tränen und Stahl   | — | — | — | Erstveröffentlichung: 1998              |
| 1999 | Wenn der letzte Schatten fällt          | — | — | — | Erstveröffentlichung: 1999              |
| 2001 | Dann habe ich umsonst gelebt            | DE48 (1 Wo.)DE | — | — | Erstveröffentlichung: 2001              |
| 2003 | Als die Liebe starb                     | DE38 (3 Wo.)DE | — | — | Erstveröffentlichung: 2003              |
| 2004 | Gezeiten                                | DE16 (8 Wo.)DE | — | — | Erstveröffentlichung: 2004              |
| 2006 | Auf deinen Schwingen                    | DE45 (4 Wo.)DE | — | — | Erstveröffentlichung: 2006              |
| 2008 | Namenlos                                | DE39 (1 Wo.)DE | — | — | Erstveröffentlichung: 25. Januar 2008   |
| 2012 | Momente                                 | DE62 (1 Wo.)DE | — | — | Erstveröffentlichung: 27. Januar 2012   |
| 2014 | Drahtseilakt                            | — | — | — | Erstveröffentlichung: 28. November 2014 |
| 2016 | Unsterblich – 20 Jahre L’Âme Immortelle | DE66 (1 Wo.)DE | — | — | Erstveröffentlichung: 27. Januar 2016   |
| 2018 | Hinter dem Horizont                     | DE36 (1 Wo.)DE | — | — | Erstveröffentlichung: 19. Januar 2018   |
| 2022 | In tiefem Fall                          | DE33 (1 Wo.)DE | — | — | Erstveröffentlichung: 7. Januar 2022    |

### Weitere Alben
- 1998: Echoes
- 1999: Limited Tour-CD (Limitiert auf 500 Exemplare)[7]
- 2003: DJ Revelation 01 compiled by L’Âme Immortelle

Livealben
- 2005: Disharmony — Live! (DVD / CD)

Kompilationen
- 2003: Seelensturm (Sammlung von unveröffentlichten Stücken)[8]
- 2007: 10 Jahre (VÖ: 22. Juni 2007)[9]
- 2008: Best of Indie Years
- 2015: Bruchstücke — A Rarities Collection (VÖ: 6. März 2015)[10]

Remixalben
- 2002: Zwielicht (Remix-CD von Dann habe ich umsonst gelebt; inkl. Video-CD)
- 2008: Durch Fremde Hand (Remixalbum zu Namenlos)
- 2008: Jenseits der Schatten (DVD / CD)
- 2012: Fragmente (Remixalbum zu Momente)

### Singles
| Jahr | Titel Album                           | Höchstplatzierung, Gesamtwochen, AuszeichnungChartplatzierungen (Jahr, Titel, Album, Platzierungen, Wochen, Auszeichnungen, Anmerkungen) | Höchstplatzierung, Gesamtwochen, AuszeichnungChartplatzierungen (Jahr, Titel, Album, Platzierungen, Wochen, Auszeichnungen, Anmerkungen) | Höchstplatzierung, Gesamtwochen, AuszeichnungChartplatzierungen (Jahr, Titel, Album, Platzierungen, Wochen, Auszeichnungen, Anmerkungen) | Anmerkungen                                   |
| Jahr | Titel Album                           | DE | AT | CH | Anmerkungen                                   |
| ---- | ------------------------------------- | --- | --- | --- | --------------------------------------------- |
| 2004 | 5 Jahre Gezeiten                      | DE26 (9 Wo.)DE | — | — | Erstveröffentlichung: 2004                    |
| 2004 | Stumme Schreie Gezeiten               | DE47 (9 Wo.)DE | — | — | Erstveröffentlichung: 2004                    |
| 2004 | Brennende Liebe Wahrheit oder Pflicht | DE6 (10 Wo.)DE | AT11 (14 Wo.)AT | CH35 (7 Wo.)CH | Erstveröffentlichung: 10. Mai 2004 mit Oomph! |
| 2005 | Fallen Angel Gezeiten                 | DE47 (3 Wo.)DE | — | — | Erstveröffentlichung: 2005                    |
| 2006 | Dein Herz Auf deinen Schwingen        | DE70 (2 Wo.)DE | — | — | Erstveröffentlichung: 2006                    |
| 2006 | Nur du Auf deinen Schwingen           | DE66 (5 Wo.)DE | — | — | Erstveröffentlichung: 2006                    |

Weitere Singles
- 2000: Epitaph
- 2001: Judgement
- 2002: Tiefster Winter

### Promo-Singles
- 2006: Phönix / Du siehst mich nicht (nur als "DJ-Promo")
- 2008: 1000 Voices / Bleib DJ-Single (nur als "DJ-Promo")
- 2008: Es tut mir leid
- 2009: Clubdivision
- 2012: Absolution
- 2012: Banish

### Videoalben
- 2003: X-mas 2003 Fan Special[11]